# Schiller Park (Illinois)
Schiller Park es una villa ubicada en el condado de Cook en el estado estadounidense de Illinois. En el Censo de 2010 tenía una población de 11793 habitantes y una densidad poblacional de 1.644,39 personas por km².

## Geografía
Schiller Park se encuentra ubicada en las coordenadas 41°57′31″N 87°52′10″O / 41.95861, -87.86944. Según la Oficina del Censo de los Estados Unidos, Schiller Park tiene una superficie total de 7.17 km², de la cual 7.17 km² corresponden a tierra firme y (0%) 0 km² es agua.

## Demografía
Según el censo de 2010, había 11793 personas residiendo en Schiller Park. La densidad de población era de 1.644,39 hab./km². De los 11793 habitantes, Schiller Park estaba compuesto por el 80.67% blancos, el 1.87% eran afroamericanos, el 0.52% eran amerindios, el 5.92% eran asiáticos, el 0.01% eran isleños del Pacífico, el 9.16% eran de otras razas y el 1.86% pertenecían a dos o más razas. Del total de la población el 24.11% eran hispanos o latinos de cualquier raza.